# Gouania canescens
Gouania canescens är en brakvedsväxtart som beskrevs av Louis Claude Marie Richard och Jean Louis Marie Poiret. Gouania canescens ingår i släktet Gouania och familjen brakvedsväxter. Inga underarter finns listade i Catalogue of Life.